# Фарнето-Ла Торе (Фрозиноне)
Фарнето-Ла Торе је насеље у Италији у округу Фрозиноне, региону Лацио.
Према процени из 2011. у насељу је живело 71 становника. Насеље се налази на надморској висини од 170 м.